# عشاري فلوريد ثنائي الكبريت
عشاري فلوريد ثنائي الكبريت هو مركب كيميائي لاعضوي من الفلوريدات صيغته S2F10، ويوجد في الشروط القياسية على شكل سائل عديم اللون.

## التحضير
يمكن الحصول على عشاري فلوريد ثنائي الكبريت ضمن النواتج الحاصلة من تفاعل عنصري الفلور والكبريت عند درجات حرارة مرتفعة؛ أو من تفكك سداسي فلوريد الكبريت:
{\displaystyle {\ce {2 SF6 -> S2F10 + F2}}}

## الخواص
يوجد المركب في الشروط القياسية على شكل سائل عديم اللون، وهو غير قابل للامتزاج مع الماء. يتفكك المركب ببطء عند التسخين لدرجات حرارة أعلى من 150 °س، حيث يحدث تفاعل عدم تناسب ليتم الحصول على كل من رباعي وسداسي فلوريد الكبريت:
{\displaystyle {\ce {S2F10 -> SF6 + SF4}}}
في وجود زيادة من الكلور يتفاعل هذا المركب معه ليتم الحصول على كلوريد خماسي فلوريد الكبريت (SF5Cl):
{\displaystyle {\ce {S2F10 + Cl2 -> 2 SF5Cl}}}
أما التفاعل المناظر مع البروم فهو تفاعل عكوس ويعطي بشكل مناظر أيضاً فلوريد خماسي فلوريد الكبريت (SF5Br)؛ ويمكن الاستفادة من التفاعل العكوس المذكور لتحضير عشاري فلوريد ثنائي الكبريت.